# ميناء هوالين
ميناء هوالين (بالصينية: 花莲港) يقع في مدينة هوالين بمقاطعة هوالين في تايوان ، وهو أحد الموانئ الرئيسية في تايوان. يواجه المحيط الهادئ من الشرق وسلسلة الجبال الوسطى في الغرب، وهو ميناء اصطناعي يتكون من التقاء حواجز الأمواج الشرقية والغربية. في 1 سبتمبر عام (1963)، تم افتتاحه كميناء تجاري دولي وتم إنشاء هيئة ميناء هوالين. أصبح أحد الموانئ الدولية الرئيسية الأربعة في المقاطعة. اسغرق إنشاء ميناء هوالين مدة 8 سنوات امتدت من العام 1931الى العام 1939، في ذلك الوقت، كان قادرًا على إرساء 3 سفن فقط تبلغ حمولتها 3000 طن بطاقة بإنتاجية سنوية تبلغ 300000 طن.

## المرافق والتجهيزات
يتمتع الميناء بوجود 25 رصيفًا بقدرة تحميل وتفريغ سنوية تبلغ 34 مليون طن، كما يوجد 15 مستودعًا و 38 ساحة تخزين ومحطة حاويات مؤقتة وأربعة قاطرات لخدمة الموانئ وقارب نقل واحد. المرافق كاملة ومجهزة للغاية، وهي كافية للقيام بأعمال التطوير الصناعي والنقل المينائي في المنطقة الشرقية. يتخص الميناء بشكل أساسي بالتعامل ونقل البضائع السائبة ذات الخصائص الإقليمية، مثل الرمل والأسمنت،
يتيح الميناء قدرة دخول وخروج 60 ألف طن من السفن. ويذكر في التاريخ انه كان في الأصل مستنقعًا ساحليًا. وبعد التنقيب والتطوير اليدوي أصبح أحد الموانئ الدولية الرئيسية في المنطقة، أدى بناء محطة مياه بعمق 12-16.5 متر إلى زيادة الإنتاجية السنوية إلى 30 مليون طن.

## التاريخ
في عام 1931 ، بدأت الحكومة اليابانية بناء ميناء هوالين في فترة الحكم الياباني على تايوان، والذي تم الانتهاء منه واستخدامه في عام 1939، ولاحقا تمت ترقية ميناء هوالين إلى ميناء دولي في عام 1963، تبلغ مساحة أرض منطقة الميناء 93.8 هكتارًا، والميناء الخارجي 104.2 هكتارًا، والممر المائي لمنطقة الميناء 9.7-17.5 مترًا تتسع لـ 15 ألف طن، وعمق المياه لكل قناة رئيسية في منطقة الميناء 10 أمتار، كما وتتيح منطقة الميناء استيعاب 16 سفينة ترسو في الميناء الداخلي، يوجد 6 موانئ خارجية بإجمالي 22 سفينة ومرسى بمساحة 7200 متر مربع. بحلول أوائل التسعينيات، كان الميناء يحتوي على 22 رصيفًا تشغيلًا بطول إجمالي يبلغ 4025 مترًا، و 4 رافعات، و 25 رافعًا، و 4 قاطرات. بالإضافة إلى ذلك، يوجد رصيف للمياه الضحلة وقناة للقوارب ومنزلقة لإصلاح السفن وقناة غواص. تتصل الطرق داخل الجزيرة بسواو وكيلونج في الشمال ولانيو ولوداو وكاوشيونغ وبنغهو وأماكن أخرى في الجنوب ؛ تغطي الطرق الدولية الولايات المتحدة واليابان وكوريا الجنوبية والفلبين وأستراليا وجنوب شرق آسيا.
في عام 2001 ، أصبح ميناءًا شقيقًا مع ميناء إيشيجاكي في اليابان.

## الموانئ الشقيقة
يتخذ ميناء هوالين عدد من الاموانئ الشقيقة وهي:
- ميناء براونزفيل، تكساس (الولايات الأمريكية المتحدة) .
- مياء لونج بيتش، كاليفورنيا(الولايات الأمريكية المتحدة).
- ميناء إيشيجاكي، أوكيناوا (اليابان).